# Hexacyrtis dickiana
Hexacyrtis dickiana là một loài thực vật có hoa trong họ Colchicaceae. Loài này được Dinter miêu tả khoa học đầu tiên năm 1932.